# Rollins Plays for Bird
Albums de Sonny Rollins
Saxophone Colossus
(1956) Tour de Force
(1956)
Rollins Plays for Bird est un album de jazz du saxophoniste ténor Sonny Rollins enregistré en 1956 pour le label Prestige. Sonny choisit de s'associer à Kenny Dorham, Wade Legge, George Morrow et Max Roach pour un hommage au saxophoniste Charlie Parker décédé l'année précédente.

## Titres
Rollins propose avec cet album de rendre hommage à Charlie Parker. Il entame l'album par un medley composé de sept morceaux. Rollins les choisit dans le répertoire de Parker, qu'il a enregistré et très souvent joué dans les années 1950. Le medley débute par une introduction au piano de Wegge permettant à Rollins d'interpréter le titre I Remember You. Le morceau est structuré par un chorus mélodieux, une improvisation et une troisième séquence dans laquelle des échanges s'engagent avec Roach sur une première partie puis laisse la place à Rollins. Cette construction se retrouve sur les morceaux suivant jusqu'à Star Eyes, qui est par ailleurs le seul morceau du medley où Rollins et Dorham jouent ensemble. Ils jouent chacun deux chorus, Roach effectue également un chorus avec Rollins et un autre avec Dorham tandis que Legge en interprète aussi un.
Deux autres morceaux indépendants du medley sont proposés : Kids Know, une nouvelle composition de Rollins offrant à chaque musicien la possibilité de s'exprimer librement, et I've Grown Accustomed to Her Face, extrait de la comédie musicale My Fair Lady et qui propose un solo de Rollins avec une petite séquence au piano de Legge.
| N° | Titre | Compositeur | Durée |
| -- | --- | --- | ----- |
| 1. | Medley: I Remember You; My Melancholy Baby; Old Folks; They Can't Take That Away From Me; Just Friends; My Little Suede Shoes; Star Eyes | Burnett, Gene de Paul, George Gershwin, Ira Gershwin, Dedette Lee Hill, John Klenner, Sam M. Lewis, Johnny Mercer, George A. Norton, Charlie Parker, Don Raye, Earl Robinson, Victor Schertzinger | 26:55 |
| 2. | Kids Know | Sonny Rollins | 11:39 |
| 3. | I've Grown Accustomed to Her Face | Alan Jay Lerner, Frederick Loewe | 4:52  |
| 4. | The House I Live In * | Earl Robinson, Allen Lewis | 9:22  |

## Enregistrement
Les morceaux sont enregistrés au Rudy Van Gelder Studio à Hackensack dans le New-Jersey le 5 octobre 1956. Rollins a choisi les musiciens avec qui il souhaite rendre cet hommage. Ceux-ci font tous partie à cette période du Max Roach Quintet. Les leaders Roach et Dorham sont particulièrement appropriés car ont précédemment joué aux côtés de Parker dans ses quintets. Par contre ce n'est pas le cas de Wade Legge et George Morrow mais leur style de jeu se rapproche de celui de Bird.
| Musicien      | Instrument      |  | Équipe technique |                         |
| ------------- | --------------- |  | ---------------- | ----------------------- |
| Sonny Rollins | saxophone ténor |  | Bob Weinstock    | producteur, superviseur |
| Kenny Dorham  | trompette       |  | Kirk Felton      | mastering               |
| Wade Legge    | piano           |  | Ira Gitler       | liner notes d'origine   |
| George Morrow | contrebasse     |  | Rudy Van Gelder  | ingénieur du son        |
| Max Roach     | batterie        |  |                  |                         |

## Réception
Dans son ouvrage Sonny Rollins: the cutting edge, l'auteur Richard Palmer écrit à propos du medley qu'il est « à la fois un hommage à l'art de Parker et une extension remarquable de celui-ci. » et à propos de cette « entreprise ambitieuse » il indique apprécier particulièrement « sa douceur : le mordant attendus et la virtuosité rythmique sont là aussi, mais il y a aussi incontestablement une excellente qualité du jeu de tous les musiciens, Rollins en particulier. ».
Le critique Michael G. Nastos sur la base de données AllMusic fait remarquer par contre que « le trompettiste Kenny Dorham est très souvent invisible lors de cette rencontre, jouant un rôle très superficiel pour Rollins. Dorham joue rarement avec lui, [...] ce qui à de nombreux points de vue est une honte. Étant donné la façon dont Dorham et le saxophoniste ténor Joe Henderson ont bien travaillé en tandem, on peut se demander pourquoi cela s'est produit. » et il conclut sur une certaine déception à propos de l'organisation de ce travail qui compte tenu du talent de ces musiciens reste en deçà des attentes.